# Tåsinge Vejle

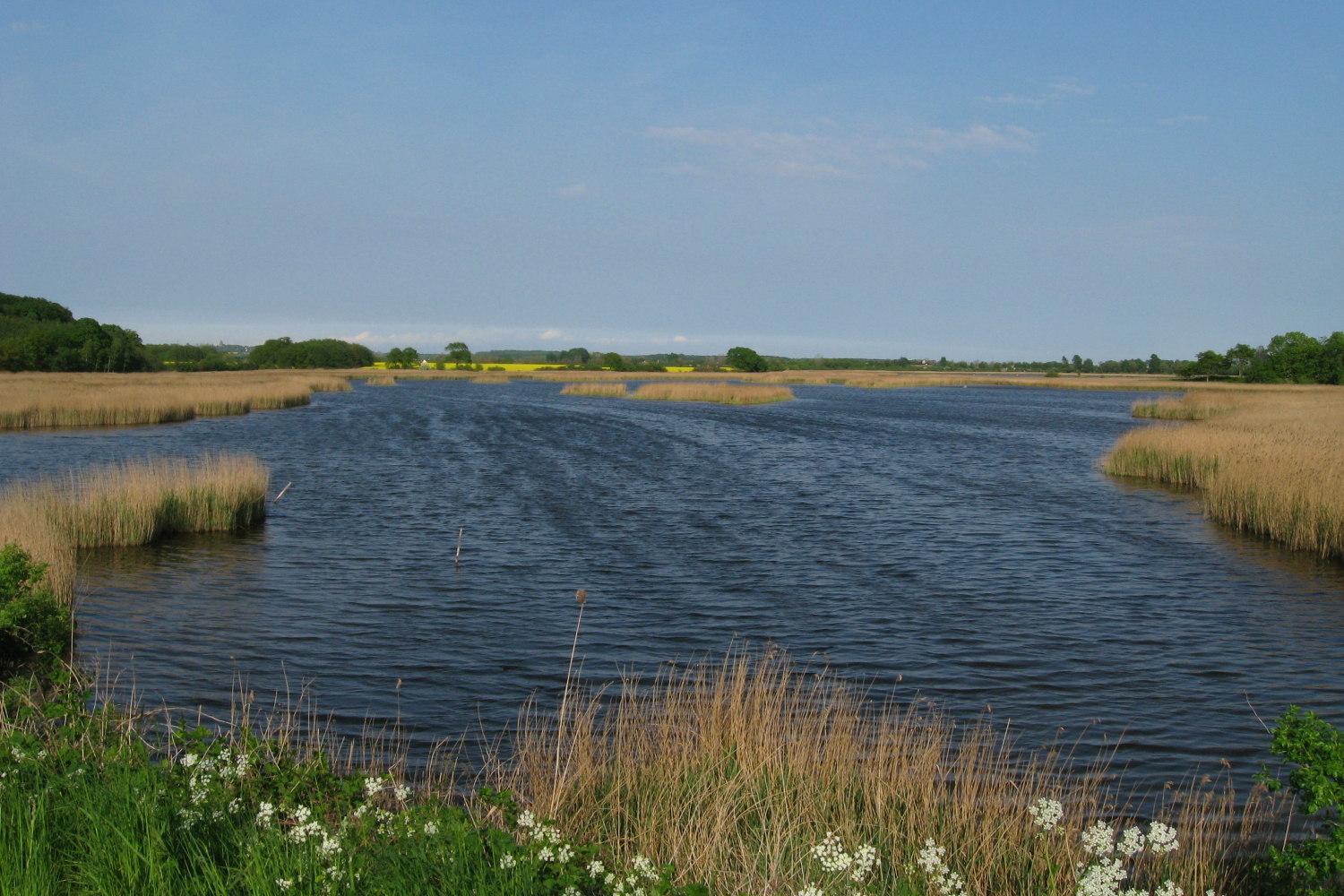
Das Tåsinge Vejle

Das Tåsinge Vejle ist ein seichtes Haff im Westen der dänischen Insel Tåsinge mit einer durchschnittlichen Tiefe von nur 0,6 m, das 1997 vom Kreis Fünen aufgekauft wurde. Es umfasst etwa 60 ha Land. Das Feuchtgebiet beherbergt vor allem während der Brutzeit und im Winter viele verschiedene Vogelarten, die von einer hölzernen Schutzhütte im Osten des Gebietes aus gut beobachtet werden können.